# تصویری برای زنان
تصویری برای زنان (انگلیسی: Picture for Women) نام عکسی از جف وال است. این عکس بازنمایی از نقاشی «بار فولی برژه» (۱۸۸۲) اثر «ادوار مانه» است. در این عکس، خود عکاس (خالق اثر) در آینه ی پشت سر مدل وارد تصویر شده و بدین ترتیب مفهومِ آن، همگام با توجهات فلسفی روز در باره «نقش مؤلف»، در بستری پست مدرن قابل بحث می گردد.